# José Craveirinha
José Craveirinha (n. 28 mai 1922, Lourenço Marques, Mozambic – d. 6 februarie 2003, Maputo, Mozambic) a fost un jurnalist, povestitor și poet mozambican, considerat astăzi cel mai mare poet al acestei țări. Poeziile sale, scrise în portugheză, abordează teme precum rasismul și dominația colonială portugheză asupra Mozambicului. Susținător al grupării antiportugheze FRELIMO în timpul războaielor coloniale, a fost încarcerat în anii '60. A fost unul dintre pionierii africani ai mișcării Negritudine și a publicat șase cărți de poezie între 1964 și 1997. Craveirinha a mai scris și sub pseudonimele Mário Vieira, José Cravo, Jesuíno Cravo, J. Cravo, J.C., Abílio Cossa și José G. Vetrinha.

## Biografie
Născut în Lourenço Marques, Africa Orientală Portugheză, copil al unui tată portughez și al unei mame de etnie Ronga, Craveirinha a fost crescut în limba și cultura Portugaliei.
În calitate de jurnalist, a colaborat la numeroase reviste și ziare mozambicane, printre care O Brado Africano (1918-74), Notícias, Tribuna, Notícias da Tarde, Voz de Moçambique, Notícias da Beira, Diário de Moçambique și Voz Africana. Prin intermediul jurnalismului său, s-a familiarizat cu alți poeți ai perioadei, în special cu Rui de Noronha (1909-1943), Marcelino dos Santos (1929- ) și Noemia de Sousa (1926-2003). Operele sale au fost în principal de natură politică. Temele consecvente în operelor sale au fost autodeterminarea africană, imagini ale peisajului african și scrieri care reflectau influența limbilor africane.
Craveirinha și-a început activitatea politică în cadrul Asociației africane Lourenço Marques în anii 1950, o organizație tolerată de guvernul colonial portughez, devenind ulterior președintele acesteia. În această perioadă s-a implicat în politica clandestină și a devenit membru al unei celule a FRELIMO, principala mișcare de eliberare a Mozambicului de sub dominația portugheză. A fost încarcerat în izolare de regimul fascist portughez PIDE în 1965, la un an după publicarea primei sale colecții de poezii, Chigubo. A fost eliberat din închisoare în 1969.
Când FRELIMO a preluat puterea în 1974, a fost numit director adjunct al presei naționale. A fost primul președinte al Asociației Scriitorilor Mozambicani (Associação dos Escritores Moçambicanos), funcție pe care a ocupat-o între 1982 și 1987. Asociația a înființat Premiul José Craveirinha pentru literatură (Prémio José Craveirinha de Literatura) în 2003. Craveirinha a primit Prémio Camões, cea mai înaltă distincție mondială pentru literatura lusofonă, în 1991. Este cunoscut ca fiind primul scriitor african care a câștigat acest premiu. A fost luat în considerare de mai multe ori pentru Premiul Nobel pentru literatură. În 2003, Craveirinha a fost declarat „erou național” de către președintele Joaquim Chissano din Mozambic, care a lăudat contribuția literară a lui Craveirinha la lupta împotriva colonialismului.
În ciuda aclamației sale literare, Craveirinha a ezitat să își vadă operele tipărite, iar o mare parte a operei sale din perioada pre și postcolonială rămâne nepublicată. Soția sa, Maria, a murit în octombrie 1977. Craveirinha a scris numeroase poezii după moartea ei, care au fost publicate pentru prima dată sub titlul Maria în 1988, și într-o formă mult mai completă, într-o a doua ediție în 1998.
Craveirinha a jucat, de asemenea, fotbal și a antrenat alți sportivi. A aranjat o bursă de atletism în Statele Unite pentru Maria de Lurdes Mutola, care a câștigat o medalie de aur în atletism la Jocurile Olimpice din 2000, iar fiul său Stelio a deținut, de asemenea, recordul național la săritura în lungime.
Craveirinha a murit la vârsta de 80 de ani, în timp ce se afla sub tratament la Johannesburg, Africa de Sud, în 2003.

## Premii
- „Prémio Cidade de Lourenço Marques”, 1959
- „Prémio Reinaldo Ferreira”, Centro de Arte e Cultura da Beira, 1961
- „Prémio de Ensaio”, Centro de Arte e Cultura da Beira, 1961
- „Prémio Alexandre Dáskalos”, Casa dos Estudantes do Império, Lisabona, Portugalia, 1962
- „Prémio Nacional de Poesia de Itália”, Italia, 1975
- „Prémio Lotus”, Associação de Escritores Afro-Asiáticos, 1983
- „Nachingwea Medal” of the government of Mozambique, 1985
- Medalha de Mérito, Secretaria de Estado da Cultura de São Paulo, Brazilia, 1987
- "Grau de Oficial Grão-Mestre", Ordem Nacional do Cruzeiro do Sul, Brazilia, 1990
- "Prémio Camões", Associação de Escritores Afro-Asiáticos, 1991
- "Prémio Vida Literária", AEMO - Associação de Escritores Moçambicanos, 1997
- "Grau de Comendador da Ordem Infante Dom Henrique", Portugalia, 1997
- "Ordem de Amizade e Paz", Mozambic, 1997
- "Prémio Consagração Fundac - Rui de Noronha", Mozambic, 1999
- "Prémio Voices of Africa", Ordfront/Leopard Publishing House - Suedia, 2002
- „Grau de Doutor Honoris Causa”, Universidade Eduardo Mondlane - Mozambic, 2002
- „Medalha de Ouro da Comuna de Concesio (Brescia)”
- „Medalha de Ouro do Município de Aljezur”, Portugalia
- „Medalha de Ouro do Primeiro Grau do Município de Sintra”, Portugalia